# Lista de aeroportos do Paraguai

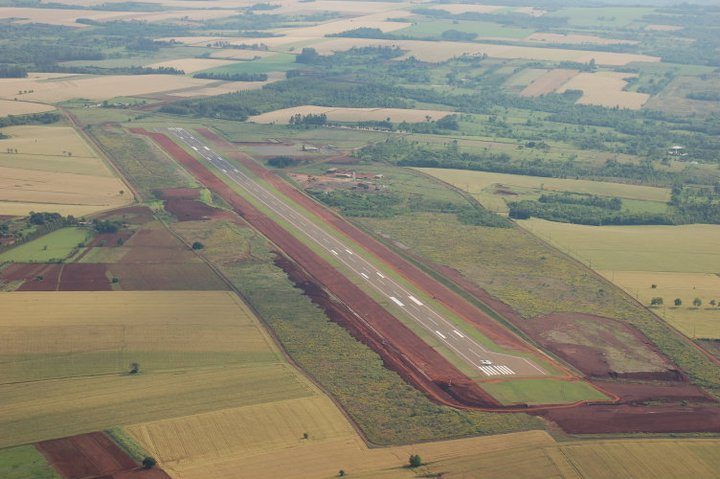
Vista aérea da pista do aeroporto de Encarnación

Esta é uma lista de aeroportos do Paraguai, classificados por cidade:
| Cidade                | ICAO | IATA | Nome do aeroporto                             |
| Assunção              | SGAS | ASU  | Aeroporto Internacional Silvio Pettirossi     |
| Ayolas                | SGAY | AYO  | Aeroporto de Ayolas                           |
| Bahia Negra           |      | BFA  | Aeroporto da Bahia Negra                      |
| Ciudad del Este       | SGES | AGT  | Aeroporto Internacional Guaraní               |
| Concepcion            | SGCO | CIO  | Aeroporto de Mariscal Estigarribia            |
| Encarnación           | SGEN | ENO  | Aeroporto Teniente Prim Alarcon               |
| Filadelfia            | SGFI | FLM  | Aeroporto de Filadelfia                       |
| Fuerto Olimpo         |      | OLK  | Aeroporto de Fuerto Olimpo                    |
| Mariscal Estigarribia | SGME | ESG  | Aeroporto Internacional Dr. Luis María Argaña |
| Pedro Juan Caballero  |      | PJC  | Aeroporto de Pedro Juan Caballero             |
| Pilar                 | SGPI | PIL  | Aeroporto de Pilar                            |
| Vallemi               |      | VMI  | Aeroporto INC                                 |